# Caribbomerus decoratus
Caribbomerus decoratus är en skalbaggsart som först beskrevs av Fernando de Zayas 1975.  Caribbomerus decoratus ingår i släktet Caribbomerus och familjen långhorningar.
Artens utbredningsområde är Kuba. Inga underarter finns listade.